# Towada (stad)
Towada (Japans: 十和田市, Towada-shi) is een stad in de prefectuur Aomori in het noorden van het Japanse eiland Honshu . Op 1 november 2009 had de stad 65.798 inwoners. De bevolkingsdichtheid bedroeg 90,7 inw./km². De oppervlakte van de stad is 725,67 km².

## Geschiedenis
Towada werd op 1 februari 1955 onder de naam Sambongi (三本木市, Sambongi-shi) een stad (shi) na de samenvoeging van de gemeente Sambongi (三本木町, Sambongi -machi) met de dorpen Fujisaka (藤坂村, Fujisaka-mura) en Ofukanai (大深内村, Ōfukanai-mura). Op 1 maart 1955 werd daar nog het dorp Shiwa (四和村, Shiwa-mura) aan toegevoegd.
Op 10 oktober 1956 werd de stad hernoemd tot Towada naar het nabijgelegen Towadameer.
Op 1 februari 2005 werd de gemeente Towadako (十和田湖町, Towadako-machi) samengevoegd met Towada.

## Bezienswaardigheden
- Towadameer (十和田湖, Towada-ko)
- de rivier de Oirase (奥入瀬川, Oirase-gawa)
- Tsuta-onsen

## Verkeer
Towada ligt aan de Towada Kanko Dentetsu-lijn.
Towada ligt aan de Tohoku-autosnelweg en aan de autowegen 4, 45, 102, 103 en 394.

## Aangrenzende steden
- Aomori
- Hirakawa
- Kazuno